# Oana Țoiu
Oana-Silvia Țoiu (n. 9 iulie 1985, Călărași, România) este o politiciană română care ocupă din 23 iunie 2025 funcția de ministru de externe al României. A fost aleasă în 2020 deputat din partea USR-PLUS și realeasă în 2024 din partea USR.
În Camera Deputaților, este membră a Comisiei pentru Muncă și Protecție Socială și a Comisiei pentru Antreprenoriat și Turism. A absolvit Facultatea de Jurnalism și Științele Comunicării la Universitatea din București și un program executiv la Harvard Kennedy School of Government – ”Aplicarea Politicilor Publice”, în format hibrid.

## Tinerețe și educație
Oana-Silvia Țoiu s-a născut pe 9 iulie 1985 la Călărași, municipiu din județul Călărași, în Republica Socialistă România.
Țoiu a finalizat studiile liceale în 2004 la Colegiul Național Constantin Carabella din Târgoviște, cu specializarea matematică-informatică. A fost studentă la Facultatea de Jurnalism și Științele Comunicării, Universitatea din București până în 2009. A început un Master în Antropologie la Catedra de Științe Politice, Școala Națională de Studii Politice și Administrative, București, program întrerupt la începutul mandatului de secretar de stat).
A coordonat programe pentru tinerilor în domeniul antreprenoriatului și implicării civice, activând în organizații precum Active Watch (2005–2007), AIESEC București (2008–2009), Impact Hub Bucharest (2012–2015), Global Shapers (2015) sau The Entrepreneurship Academy (2015–2021). A fost implicată și în proiecte precum TEDx Bucharest, Social Impact Award și Ropot Butiq.
În 2014 Țoiu a câștigat o Bursă German Marshall Fund, Marshall Memorial Fellowship, în Statele Unite ale Americii.

## Activitate politică

### Activități politice timpurii
În perioada 2018–2021 Țoiu a fost Coordonatoare Regională pentru Regiunea București-Ilfov, pentru PLUS, coordonatoare în Comisia de Muncă și Protecție Socială, Comisia Națională de Politici Publice PLUS precum și coordonatoare a Programului de Guvernare și a programului electoral ale Alianței USR PLUS. În perioada 2019–2021 a fost membru în Biroul Național PLUS și apoi membru în Biroul Național USR PLUS, în perioada octombrie 2021 – octombrie 2023.
În august 2016, Țoiu a ocupat funcția de secretar de stat în cadrul Ministerului Muncii, Familiei, Protecției Sociale și Persoanelor Vârstnice, coordonatoare a domeniului asistenței sociale, combaterea sărăciei și incluziunea socială, inclusiv a cetățenilor de etnie romă, funcție pe care a avut-o până în ianuarie 2017.

### Deputat până ministru de externe (2020–2025)
La alegerile din 2020 pe 6 decembrie a candidat în circumscripția 42, București, din partea PLUS în Alianța electorală USR PLUS și a câștigat un mandat de deputată. În octombrie 2021 a fost nominalizată pentru funcția de Ministru al Muncii și Protecției Sociale.
Țoiu ocupă în prezent funcția de Vicepreședintă a Camerei Deputaților și este membru al Comisiei pentru Tineret și Sport și Comisia pentru Muncă și Protecție Socială. Anterior, a fost Președintă a Comisiei pentru Tineret și Sport în perioada martie 2022 – februarie 2024 și Președintă a Comisiei pentru Muncă și Protecție Socială între decembrie 2020 și noiembrie 2021.

### Ministru de externe (2025–prezent)
Pe 23 iunie 2025, Țoiu a fost numit ministru de externe în guvernul Bolojan sub premierul Ilie Bolojan și președintele Nicușor Dan. Ca răspuns la criticile aduse numirii sale de Cosmin Corendea (AUR), Țoiu a spus că se va baza pe respectul internațional al lui Ilie Bolojan și Nicușor Dan și a declarat despre rolul ei:
„[...] este să mă asigur că structurile, competențele pe care le avem, echipele de profesioniști și din interiorul ministerului și a ministerelor de linie, dar și din afara structurilor guvernamentale, din societatea civilă, din mediul de afaceri în cazul partenerilor internaționali poate să asigure forța necesară pentru această direcție de politică externă. Pentru că României nu i-au lipsit forța de reprezentare, claritatea analizelor, cât mai degrabă puterea din spatele lor în fiecare acțiune. Unele decizii, corecte, aderarea la Programul Visa Waiver, cererea dublei cetățenii în Spania, Schengen, au fost decizii clare. Ce s-a întâmplat însă este că a durat prea mult timp ca România să aibă parte  de deciziile corecte. Și asta este, în primul rând, legat de politică. În primul rând legat de forța politică de negocieri”
Pe 26 iunie 2025, Țoiu a semnat rechemarea de la post a viceconsulului României la New York, Tamila Andreea Cristescu—fiica unui fost deputat PSD—motivând că măsura face parte dintr-un amplu demers de „curățenie” în Ministerul Afacerilor Externe.